# Denyse de Bravura
 (juillet 2020).
Si vous disposez d'ouvrages ou d'articles de référence ou si vous connaissez des sites web de qualité traitant du thème abordé ici, merci de compléter l'article en donnant les références utiles à sa vérifiabilité et en les liant à la section « Notes et références ».
Denyse de Bravura, née à Maisons-Laffitte le 16 janvier 1918 et morte à Grasse le 19 mars 1993, est une illustratrice et graveuse française.
Dans les années 1940 et 1950, elle fut surtout connue comme illustratrice dans le monde de l'édition. Elle fut aussi portraitiste, décoratrice de ballets et dessinatrice de mode et de publicités.

## Biographie
Après une enfance passée à Cannes, Denyse de Bravura « monte » à Paris, en 1938, pour tenter d'y « percer » grâce à son talent. Elle y rencontre Marcel Khill, ami de Cocteau, qui lui présente le poète, puis Coco Chanel, Max Jacob, Jean Marais, Christian Bérard, Jean Hugo, etc..
Fiancée avec Khill, elle le voit partir au front, en septembre 1939, et apprend, après deux années d'attente, sa mort, survenue en Alsace en juin 1940, quelques jours après l'armistice.
Lors de la débâcle de mai-juin 1940, elle trouve refuge chez Renaud de Jouvenel, beau-fils de Colette. Elle se lie d'une grande amitié avec Colette de Jouvenel, dite Bel-Gazou, fille de l'écrivaine.
Après quelque temps passé à Cannes, en zone libre, où elle étudie dans l'atelier d'Édouard Mac-Avoy (qui réalise d'elle un portrait au crayon), elle se rend à nouveau dans Paris et tâche de survivre dans la capitale occupée.
C'est le jeune éditeur Laurent Rombaldi qui, en 1942, lui confie un premier ouvrage à illustrer, Le Portrait de Nicolas Gogol, dont elle réalise les illustrations à la pointe-sèche.
Malgré les difficultés matérielles qu'imposent les temps de guerre et d'après-guerre, les commandes d'éditeurs se succèdent jusqu'à la fin des années 1950. Son dernier ouvrage est l'illustration des œuvres complètes de Julien Green qu'elle rencontre souvent. L'écrivain et son illustratrice s'apprécient mutuellement, partageant un même goût du rêve, des ambiances mystérieuses, fantastiques et tragiques.
Revenue auprès de sa mère, à Mouans-Sartoux, elle travaille quelque temps, à la fin de ces mêmes années, comme décoratrice au Palm-Beach et auprès du comité des fêtes de la ville de Cannes. Elle fréquente alors le cercle de Florence Gould et l'éditeur Jean Denoël.
Après la mort de sa mère, elle abandonne toute activité artistique et se retire, en 1964, près du petit village de Tourrettes, dans le Var.
Elle meurt à l'hôpital de Grasse le 19 mars 1993.
Son abondante correspondance, encore inédite, constitue un témoignage de la vie et des luttes d'une femme du XXe siècle, qui s'est voulue totalement libre et vouée à l'art.[réf. nécessaire]

## Style et œuvres
(décembre 2020).
- Si vous ne connaissez pas le sujet, laissez ce bandeau (vous pouvez alors contacter les auteurs).
- Si vous supprimez le contenu mis en cause (vous pouvez préalablement contacter les auteurs),

argumentez précisément cette suppression dans la page de discussion
(un manque de référence n'est pas un argument ; une recherche réelle de référence doit avoir été effectuée, être formellement documentée).
L'iconographie des livres illustrés par Denyse de Bravura s'inscrit dans la continuité du livre illustré de bibliophilie et de son âge d'or durant l'entre-deux-guerres : illustration à fonction narrative qui se concentre sur les scènes clefs de l'intrigue et privilégie la figure. Le trait toujours dynamique, voire fiévreux, fait surgir la scène comme un fantasme. À la représentation naïvement réaliste, toute en lourdeur, adoptée à l'appui de certains textes, l'artiste préfère dans d'autres cas un registre romantique et aérien, teinté d'une forme d'angélisme des corps, ou s'adonne à des exercices néoclassiques où elle excelle au rendu des drapés.
Autodidacte, trop soucieuse de sa liberté pour se conformer à des modèles, Denyse de Bravura conserve toujours une écriture rebelle : trop appuyé, le réalisme qu'elle adopte finit par donner une impression d'étrangeté ; détachée de tout ancrage, la sérénité qu'elle met en scène ne se révèle en définitive qu'apparence.
Ses dessins, plus encore que ses gravures, donnent la mesure de l'imagination, des obsessions et de l'humour d'une artiste qui, éprise de beauté, a toujours scruté de façon impitoyable les faiblesses de la nature humaine.

### Principaux livres illustrés
- 1943 : Le Portrait, de Nicolas Gogol, Éditions Rombaldi
- 1944 : Pictordu, de George Sand, Éditions Marcel Sautier
- 1945 : Le Bouquet de la mariée, ouvrage collectif, Ed. Marcel Sautier
- 1945 : La Jeune Fille nue, de Francis Jammes, Éditions Victormichel
- 1945 : La Route du tabac, d’Erskine Caldwell, Éditions du Pré aux Clercs
- 1945 : Le Petit Arpent du bon dieu, d'Erskine Caldwell, Éditions du Pré aux Clercs
- 1948 : La Guerre de Trois n'aura pas lieu, de Jean Giraudoux, Éditions Neveu
- 1950 : Le Livre de Monelle, de Marcel Schwob, Éditions Rombaldi
- 1951 : La Jeune Fille verte, de Paul-Jean Toulet, Éditions Rombaldi
- 1953 à 1960 : Œuvres complètes, de Julien Green, Plon

### Décors de ballet
- Juillet 1948 : Escales de Jacques Ibert, à l'Opéra de Paris